# 中華民國海軍軍官學校
中華民國海軍軍官學校，簡稱海官或海軍官校，是一所專門培育中華民國海軍軍官的軍校，位於中華民國高雄市左營區海軍左營基地，以「培育第一等人才，建設第一等海軍」為宗旨。
歷史可追溯到清朝船政學堂，1947年於山東青島正式成立，於1949年隨中華民國政府遷至台灣高雄市。

## 校史沿革

### 前身
- 福州馬尾海軍學校（原福建船政學堂，1928年煙臺海軍學校併入，1930年改名為海軍學校。1938年遷往貴州梓桐。1945年併入中央海軍軍官學校，1947年成為中華民國海軍官校）
- 黃埔海軍學校（1937年停辦，併入青島海軍學校）
- 青島海軍學校（1941年停辦。1945年重建為中央海軍訓練團，1947年併入中華民國海軍官校）
- 電雷學校（1938年停辦，併入青島海軍學校）

中國抗日戰爭爆發前，中華民國從清朝繼承了幾所海軍訓練學校。但是因軍閥割據的因素彼此各擁戰艦、各自為政，到國民政府統一時派系與省籍問題互相內鬥的現象極為嚴重。不過抗戰的爆發某種程度上成為國民政府整肅契機，過去所有派系因主戰艦被日軍消滅，沿海領土喪失，因此海軍通通搬遷到四川，海軍訓練單位只剩下由閩系控制的福州馬尾海軍學校。
同時，因租借法案的緣故，國民政府在第二次世界大戰時便已得到美國首肯軍援船艦，這些武裝與接艦的人事裁定權成為國民政府重建海軍的重要籌碼。為此，國民政府軍事委員會創設海軍總司令部以直接規避過去閩系把持的海軍部，並打算創立一所不屬於任何省籍的海軍訓練學校。

### 改組
1945年抗戰勝利，同年冬季國民政府在青島創設中央海軍訓練團。1946年2月25日，國民政府派海軍上校楊元忠至上海高昌廟接收汪精衛政權建立的海軍軍官學校，同時招收第一屆（39年班）海軍官校學生；國民政府主席蔣中正同時下令，將位於重慶的福州馬尾海軍學校併入海軍官校。1947年2月7日下午，海军代总司令桂永清在台北披露：“中央海军军官学校决定设于青岛”。2月26日中午，自台湾回到上海的桂永清，在接见中央社记者时说：“青岛为我国理想海军基地，现设有中央海军训练团，最近将上海方面之中央海军军官学校迁往青岛，与训练团合并成立中央海军学校，以训练海军干部为主，此事将迅速使其实现，上海亦将设立一机械学校。”3月17日，桂永清与海军军校副教育长魏济民乘专机抵青，着手中央海军训练团与中央海军军官军校合并事宜。7月21日，“海校迁青大致就绪，现有学员600陆续来青。”中央海军军官学校迁移青岛，校长由蒋介石兼任，陈诚任副校长，海军代总司令桂永清任教育长，副教育长魏济民（海军副参谋长）驻青主持校务，1947年4月15日起正式办公。1947年9月以前海军官校上海部分结束，学员计600名，除一部分已派赴舰上及工厂实习外，余345名陆续来青，训练单位分学生总队、军官训练班、接收舰训练班三部分。学生总队9月1日正式在青开训。海军军官学校设教育、训导、总务三处，原中央海军训练团政治部主任陶涤亚任训导处长，原海军官校教育长杨元忠任教育处长，原中央海军训练团改为接舰训练班，原中央海军训练团美国顾问团改为海军军官学校美国顾问团。学校以莱阳路1号为校本部，登州路原海军学校校址为学生总队校舍。自此，凡属海军军官培训，均集中在青岛的海军军官学校，士兵培训集中在台湾左营的海军士兵学校，其他技术人员培训在上海的海军机械学校。海军军官学校首批面向全国招考216名高中学历新生，学制为四年，兼习航海与轮机两科。1947年10月18日，蒋介石以校长身份视察青岛海军军官学校向学生训话。
1949年4月，因中華民國政府在第二次國共內戰中失敗，政府決定將海軍官校自青島南遷至廈門。1949年9月，海軍官校南遷至臺灣高雄市左營區。

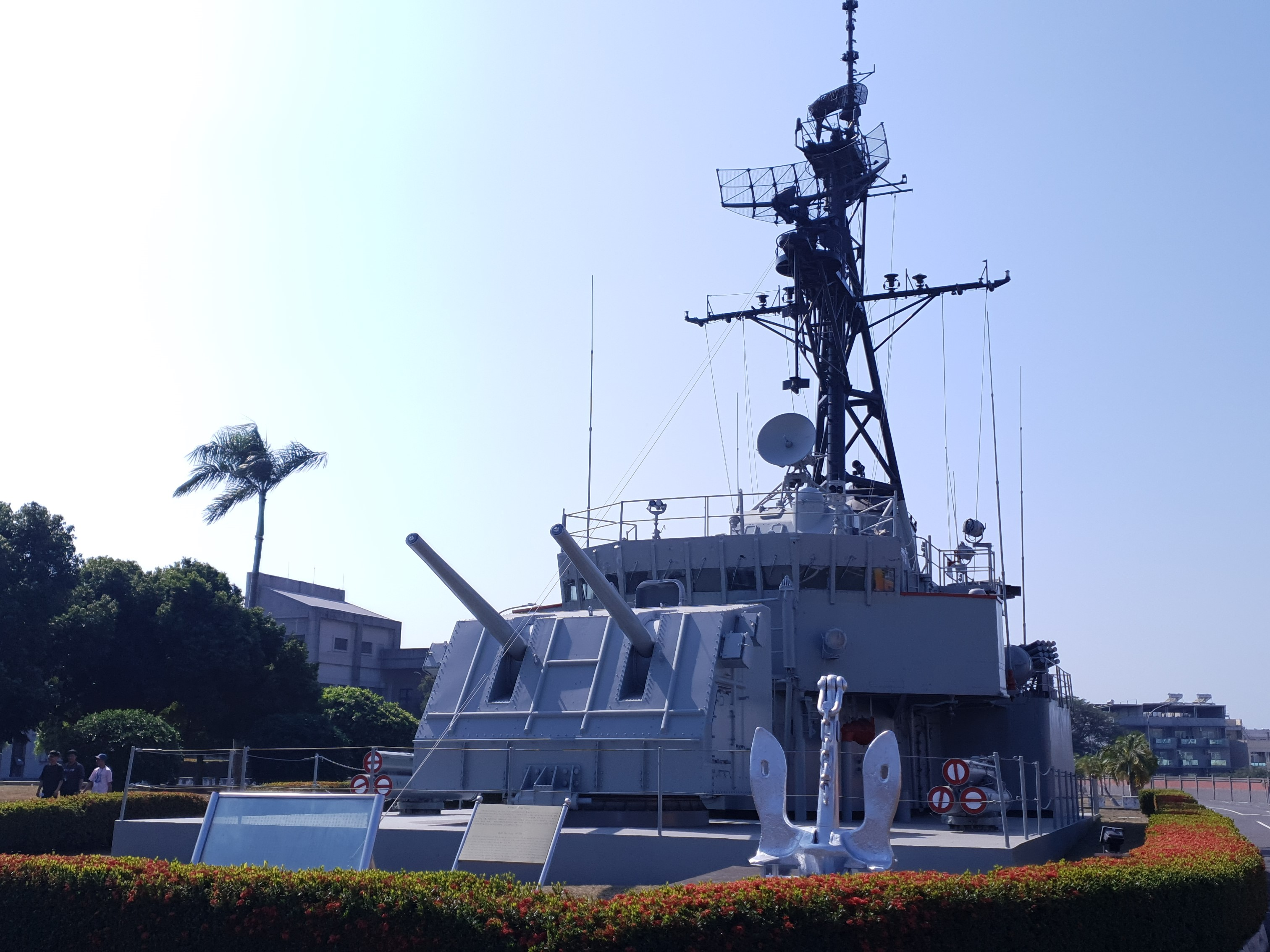
留存於左營海軍官校的資陽號(DD-930)上部結構。保留艦長室、電信室、前煙囪、駕駛台（舵房）、戰情室及MK37系統各單元、主桅（含平面、對空雷達天線、各項航行燈號誌）與信號旗箱等裝備供學生實體教學使用。

## 校徽、校旗

### 校徽
海軍官校校徽圖案中嵌中華民國國徽一枚，象徵堅定中心思想。雙錨外護，最外層為黃色嘉禾擁繞，象徵保衛海疆、衛護永久和平的使命。

### 校旗
1958年10月17日，海軍官校採用四十八年班學生賈松坡設計的校旗至今。

## 歷任校長
| 任次       | 姓名           | 學歷           |
| ---------- | -------------- | -------------- |
| 第一任     | 蔣中正特級上將 |                |
| 第二任     | 魏濟民代將     |                |
| 第三任     | 郭發鰲代將     |                |
| 第四任     | 王恩華少將     |                |
| 第五任     | 曹仲周少將     |                |
| 第六任     | 宋長志中將     |                |
| 第七任     | 高如峰中將     |                |
| 第八任     | 張仁耀中將     |                |
| 第九任     | 池孟彬中將     |                |
| 第十任     | 白樹綿中將     |                |
| 第十一任   | 鄭本基中將     | 海軍官校36年班 |
| 第十二任   | 羅錡中將       | 海軍官校36年班 |
| 第十三任   | 陳連生中將     | 海軍官校38年班 |
| 第十四任   | 歐陽位中將     | 海軍官校39年班 |
| 第十五任   | 李恒彰中將     | 海軍官校40年班 |
| 第十六任   | 顧崇廉中將     | 海軍官校43年班 |
| 第十七任   | 孫維惠中將     | 海軍官校45年班 |
| 第十八任   | 伍世文中將     | 海軍官校44年班 |
| 第十九任   | 黎克恕中將     | 海軍官校49年班 |
| 第二十任   | 胡才貴中將     | 海軍官校54年班 |
| 第二十一任 | 李芳崙中將     | 海軍官校52年班 |
| 第二十二任 | 高揚中將       | 海軍官校55年班 |
| 第二十三任 | 金豐鄉中將     | 海軍官校56年班 |
| 第二十四任 | 黃正雲中將     | 海軍官校58年班 |
| 第二十五任 | 張志澄中將     | 海軍官校61年班 |
| 第二十六任 | 申伯之中將     | 海軍官校63年班 |
| 第二十七任 | 王長鋭少將     | 海軍官校68年班 |
| 第二十八任 | 陸經緯少將     | 海軍官校65年班 |
| 第二十九任 | 王昭舉少將     | 海軍官校67年班 |
| 第三十任   | 陳新發少將     | 海軍官校72年班 |
| 第三十一任 | 胡展豪少將     | 海軍官校75年班 |
| 第三十二任 | 袁治中少將     | 海軍官校75年班 |
| 第三十三任 | 蔣正國少將     | 海軍官校77年班 |
| 第三十四任 | 林中行少將     | 海軍官校77年班 |
| 第三十五任 | 陳道興少將     | 海軍官校78年班 |
| 第三十六任 | 劉寶文少將     | 海軍官校81年班 |

## 教學單位
| 一般學科部 | 電機工程系           | 應用科學系         | 應用外語系 |
| 一般學科部 | 海洋科學系           | 船舶機械系         |            |
| 一般學科部 | 資訊管理系           | 海軍科技學程       |            |
| 一般學科部 | 艦艇應用化學學程     | 海軍武器系統學程   |            |
| 一般學科部 | 艦艇機械動力系統學程 | 國防資訊管理學程   |            |
| 一般學科部 | 國防資訊工程學程     | 海洋聲學與反潛學程 |            |

| 總教官室 | 戰術組 | 輪機組 |
| 總教官室 | 體育組 |        |

| 通識教育中心 | 人文組 | 社會組 |

## 行政單位
| 行政單位 | 校長室 少將校長 上校教育長 上校政戰主任                                                                   | 教務處 上校處長 副處長 教育訓練參謀官 教育行政官 編裝官 教材管理官 行政士 校對員 一般補給士 圖書管理員 統計員                                                      |
| 行政單位 | 學生事務處 上校處長 政治作戰官 心理輔導官 保防官 監察官 行政士 行政員 文書員                              | 總務處 上校處長 副處長 作戰訓練官 營務官 電傳打字通信官 補給官 燃氣管輪機電氣士 人事官 人事員 食勤員 土木工程官 行政官 行政士 一般補給士 檔案管理員 補給後補助理員 |
| 行政單位 | 主計室 主任 預算財務官 預算財務士 會計審計員                                                              | 資訊圖書中心 主任 副主任 圖管員 網路管理官 系統設計官 系統維護官                                                                                                   |
| 行政單位 | 醫務所 主任 軍醫官 牙醫官 醫務士官長 補給士                                                               | 勤務隊 中尉隊長 士官長輔導長 班長 |
| 行政單位 | 學生總隊 上校總隊長 副總隊長 政戰處長 中隊長 輔導長 行政官 政治作戰官 教育計畫官 行政士 人事員 預算財務士 | 軍史館 中校館長 史政官 一般補給士 |

## 中華民國國內學校策略聯盟
- 國立中山大學
- 國立臺灣海洋大學
- 國立高雄海洋科技大學
- 台北海洋科技大學
- 空軍航空技術學院
- 空軍軍官學校
- 陸軍軍官學校
- 國防大學
- 國防醫學院
- 國立政治大學
- 國立中央大學

## 外部連結
- 海軍軍官學校（页面存档备份，存于）
- 海軍技術學校（页面存档备份，存于）